# فرانک فون بهرن
فرانک فون بهرن (آلمانی: Frank von Behren؛ زادهٔ ۲۸ سپتامبر ۱۹۷۶) بازیکن هندبال اهل آلمان است.